# WATERBOMB (音楽フェス)
WATERBOMB（ウォーター・ボム）は韓国で発祥したロックフェスティバル（夏フェス）である。

## 概要
2015年、韓国で初めて開催されると、前売り初日の段階で入場券が完売する人気を誇り、韓国を代表するK-POPを中心とするアーティストが多数出場し、水鉄砲をチームバトル形式で浴びたり、ステージ後方から巨大な水鉄砲・ウォーターキャノンを発射しながらコンサートを楽しむという試み 。

## 日本公演
2023年7月に、大阪市（舞洲スポーツアイランド空の広場特設会場）、常滑市（Aichi Sky Expo 多目的利用地）、所沢市（ベルーナドーム）の3会場で各2日間づつのコンサートで、日本初上陸することが決まっていた。今回の日本公演では韓国からのアーティストの他に、邦楽のアーティストも数組出場する予定だった。
ところが、日本初演となる大阪公演の前日である7月14日午前中の準備中に、ウォーターキャノンが誤射され、準備に当たっていたスタッフに直撃し、脳挫傷により意識不明となり、病院に搬送の結果死亡が確認された。このため、主催者は「これ以上安全に開催することは困難となった」として、大阪公演の中止（当面延期・代替なし　チケットは希望者に対して全額払い戻し）とすることを決めた 。常滑・所沢の公演は安全対策と再発防止策に責任をもって取り組むとして行われた。
2024年は、東京・海の森水上競技場、大阪・泉大津フェニックス多目的広場、愛知・Aichi Sky Expoに加え、福岡・海の中道海浜公園で行われる予定だったが、このうち大阪と名古屋は前述の事故を教訓に、「良い環境と場所、向上したクオリティを目指し、当面の間、開催を延期する」と発表された。代替公演の日程は未定であるため、チケットは一度全払い戻しとなった